# Claston Bernard
Claston Bernard  (né le 22 mars 1979 dans la Paroisse de Saint Elizabeth) est un athlète jamaïcain, spécialiste des épreuves combinées.

## Biographie
En 2002, à Manchester, au Royaume-Uni, Claston Bernard remporte la médaille d'or du décathlon des Jeux du Commonwealth en devançant avec un total de 7 830 pts l'Australien Matthew McEwen et l’Écossais Jamie Stephen Quarry.
Neuvième des Championnats du monde de 2003, il occupe cette même place lors des Jeux olympiques de 2004 et établit à cette occasion un nouveau record de Jamaïque avec 8 225 pts. Ce record est amélioré en 2006 par son compatriote Maurice Smith (8 644 pts).
Il remporte le titre des Championnats d'Amérique centrale et des Caraïbes 2005 et obtient l'argent en 2011 et le bronze en 2009.

### Palmarès
| Date | Compétition                                      | Lieu                | Résultat | Épreuve   | Performance    |
| ---- | ------------------------------------------------ | ------------------- | -------- | --------- | -------------- |
| 1998 | Championnats du monde juniors                    | Annecy              | 13e      | Décathlon |                |
| 2002 | Jeux du Commonwealth                             | Manchester          | 1er      | Décathlon | 7 830 pts      |
| 2003 | Hypo-Meeting                                     | Götzis              | 8e       | Décathlon | 7 815 pts      |
| 2003 | Championnats du monde                            | Paris               | 9e       | Décathlon | 8 000 pts      |
| 2004 | Multistars                                       | Desenzano del Garda | 1er      | Décathlon | 8 050 pts      |
| 2004 | Hypo-Meeting                                     | Götzis              | 12e      | Décathlon | 8 026 pts      |
| 2004 | Jeux olympiques                                  | Athènes             | 9e       | Décathlon | 8 225 pts (NR) |
| 2005 | Championnats d'Amérique centrale et des Caraïbes | Nassau              | 1er      | Décathlon |                |
| 2009 | Championnats d'Amérique centrale et des Caraïbes | La Havane           | 3e       | Décathlon | 7 698 pts      |
| 2011 | Championnats d'Amérique centrale et des Caraïbes | Mayagüez            | 2e       | Décathlon | 7 299 pts      |
| 2011 | Jeux panaméricains                               | Guadalajara         | 8e       | Décathlon | 7 246 pts      |

### Records
| Épreuve   | Performance | Lieu    | Date         |
| --------- | ----------- | ------- | ------------ |
| Décathlon | 8 225 pts   | Athènes | 24 août 2004 |